# Sigmophora prolixa
Sigmophora prolixa är en stekelart som beskrevs av Ikeda 1999. Sigmophora prolixa ingår i släktet Sigmophora och familjen finglanssteklar.
Artens utbredningsområde är Kamerun. Inga underarter finns listade i Catalogue of Life.